# Руденко Наталія Іванівна
Наталія Іванівна Руденко (нар. 2 червня 1951, Високопілля, Херсонська область) — директор Сімферопольської української гімназії (офіційно НВК «Українська школа-гімназія») в Сімферополі, організатор освіти, відмінник освіти України, вчитель-методист, Заслужений працівник освіти Автономної Республіки Крим і України.

## Біографія
Наталія Іванівна — за фахом учитель української мови та літератури — у 1975 закінчила Херсонський педагогічний інститут. Величезний і яскравий світ педагогіки відкрили дівчині її батьки. Герої Великої Вітчизняної Війни, яку пройшли з першого і до останнього дня Перемоги. Батько, Іван Мусійович Гвозденко, працював агрономом у рідному Високопіллі. Мати, Тамара Яківна Ревенко була лікарем. Можливо, саме завдяки своїй матері Наталія Іванівна змогла добитись відкриття української школи, адже Тамара Яківна теж у свій час добивалася відкриття музичних шкіл для дітей у Високопіллі.

## Директор гімназії
У 1997 році взяла провідну участь у створенні Сімферопольської української гімназії. Очолила Сімферопольську українську гімназію.ї 
10 квітня 2014 року, перед гімназією пройшов мітинг, так званою кримської «самооборони», на якому кілька десятків людей вимагали відставки директора та перетворення гімназії на російськомовну. До гімназії приїхали заступник мера Сімферополя Ілля Глазков і керівник відділу управління освіти Сімферопольської виконкому Тетяна Сухіна, які погрожували судовим переслідуванням. Наталії Руденко довелося написати заяву про звільнення.

## Нагороди та відзнаки
- Заслужений працівник освіти України;
- Заслужений працівник освіти АР Крим;
- Нагрудний знак «Відмінник освіти України»
- кавалер орденів та медалей: Святого Архістратига Михаїла, Петра Могили, Василя Сухомлинського, Будівничий України; ордену княгині Ольги 3-го ступеню.
- Занесено до Книги пошани Національного науково-дослідного інституту українознавства МОН України;
- Обрана до Президії Міжнародної ради з питань освіти, науки, культури й державотворення. Член Комітету з Державних премій України в галузі освіти